# Norman Taurog
Norman Rae Taurog (Chicago, 23 februari 1899 – Rancho Mirage, 7 april 1981) was een Amerikaanse filmregisseur en scenarioschrijver, die meer dan 140 films op zijn naam heeft staan. Tevens heeft hij een ster op de Hollywood Walk of Fame.

## Biografie
Hij begon zijn carrière in de filmindustrie op 13-jarige leeftijd, in de film Tangled Relations. Vervolgens werkte hij in het theater.
Later werd hij een regisseur. Zijn regiedoorbraak was in 1931 met Skippy, waar hij een Oscar voor won.
Andere films die hij in de jaren 30 maakte waren onder meer Sooky met Jackie Cooper, Rhythm on the Range met Bing Crosby en Broadway Melody of 1940 met Fred Astaire. Ook in de jaren 40 werkte hij met grote sterren, waaronder met Judy Garland in Presenting Lily Mars.
In de jaren 50 waren Dean Martin en Jerry Lewis het populairste komische duo van het witte doek, en Taurog mocht zes films van het duo regisseren: Jumping Jacks, The Stooge (1953), The Caddy (1954), Living It Up (1955), You're Never Too Young (1954) en Pardners (1956). Ook toen het duo uit elkaar ging, bleef Taurog met Jerry Lewis werken, met Don't Give Up the Ship (1959) en Visit to a Small Planet (1960).
Tevens regisseerde Taurog GI Blues, met in de hoofdrol Elvis Presley. De manager van Presley, Colonel Tom Parker, was onder de indruk van Taurogs regiewerk, met als gevolg dat Taurog nog acht andere Elvis Presley-films mocht regisseren: Blue Hawaii (1961), Girls! Girls! Girls! (1962), It Happened at the World's Fair (1963), Tickle Me (1965), Spinout (1966), Double Trouble (1967), Speedway (1968) en Live a Little, Love a Little (1968).
Een jaar na de opnames van Live a Little, Love a Little werd hij blind, wat een einde van zijn carrière betekende. Hij stierf in 1981.

## Filmografie
- 1928: Lucky Boy
- 1929: The Diplomats
- 1929: In Holland (korte film)
- 1929: The Medicine Men
- 1930: Troopers Three
- 1930: Sunny Skies
- 1930: Hot Curves
- 1930: Follow the Leader
- 1931: Finn and Hattie
- 1931: Skippy
- 1931: Forbidden Adventure
- 1931: Huckleberry Finn
- 1931: Sooky
- 1932: Hold 'Em Jail
- 1932: The Phantom President
- 1932: If I Had a Million (segmenten)
- 1933: A Bedtime Story
- 1933: The Way to Love
- 1934: We're Not Dressing
- 1934: Mrs Wiggs of the Cabbage Patch
- 1934: College Rhythm
- 1936: The Big Broadcast of 1936
- 1936: Strike Me Pink
- 1936: Rhythm on the Range
- 1936: Reunion
- 1937: Fifty Roads to Town
- 1937: You Can't Have Everything
- 1938: The Adventures of Tom Sawyer
- 1938: Mad About Music
- 1938: Boys Town
- 1938: The Girl Downstairs
- 1939: Lucky Night
- 1940: Broadway Melody of 1940
- 1940: Young Tom Edison
- 1940: Little Nellie Kelly
- 1941: Men of Boys Town
- 1941: Design for Scandal
- 1942: Are Husbands Necessary?
- 1942: A Yank at Eton
- 1943: Presenting Lily Mars
- 1943: Girl Crazy
- 1946: The Hoodlum Saint
- 1947: The Beginning or the End
- 1948: The Bride Goes Wild
- 1948: Big City
- 1948: Words and Music
- 1949: That Midnight Kiss
- 1950: Please Believe Me
- 1950: The Toast of New Orleans
- 1950: Mrs. O'Malley and Mr. Malone
- 1951: Rich, Young and Pretty
- 1952: Room for One More
- 1952: Jumping Jacks
- 1953: The Stooge
- 1953: The Stars Are Singing
- 1953: The Caddy
- 1954: Living It Up
- 1954: You're Never Too Young
- 1956: The Birds and the Bees
- 1956: Pardners
- 1956: Bundle of Joy
- 1958: The Fuzzy Pink Nightgown
- 1958: Onionhead
- 1959: Don't Give Up the Ship
- 1960: Visit to a Small Planet
- 1960: G.I. Blues
- 1961: All Hands on Deck
- 1961: Blue Hawaii
- 1962: Girls! Girls! Girls!
- 1962: It Happened at the World's Fair
- 1963: Palm Springs Weekend
- 1965: Tickle Me
- 1965: Sergeant Deadhead
- 1965: Dr. Goldfoot and the Bikini Machine
- 1966: Spinout
- 1967: Double Trouble
- 1968: Speedway
- 1968: Live a Little, Love a Little